# Вон (Онтарио)
Вон (англ. Vaughan) — город в провинции Онтарио, Канада. Входит в состав регионального муниципалитета Йорк. Население — 300 557 чел. (по оценке на 30 июня 2011 года).

## География
Город Вон расположен на юге провинции Онтарио, вблизи одноимённого озера. Ближайшие города — Торонто, Маркем и Ричмонд-Хилл (Онтарио).

## История
До прибытия европейцев на территории, где сейчас расположен Вон, проживало индейское племя гуронов. В XVI веке здесь проживало около 2000 гуронов. В 1970 году в неподалёку от города было найдено захоронение останков, принадлежащее той эпохе, когда здесь жили индейцы.
Первым европейцем, посетившим эти места, стал французский путешественник Этьен Брюле. В 1615 году он путешествовал по Тропе гуронов. Однако поселение здесь было создано белыми людьми только в 1792 году по приказу Джона Симко, лейтенант-губернатора Верхней Канады.
Город Вон был назван в честь Бенджамина Вона, который был известен тем, что как представитель Великобритании принимал участие в подписании мирного договора с Америкой в 1783 году (война между Америкой и Великобританией), однако позднее эмигрировал в США, где и живут его потомки.
В XIX веке город постепенно рос: если в 1800 году здесь проживало 54 человека, то в 1840 году — 4300. Среди прибывавших сюда переселенцев, были и англичане, и французы, и немцы. В 1850 году Вон получил статус тауншипа. В том же году была проложена дорога, соединившая Вон с Торонто.
Вплоть до середины XX века численность населения Вона менялась мало (в 1940 году здесь проживало 4873 человека), однако затем, вследствие Второй Мировой войны, произошёл всплеск иммиграции в Новый Свет, и население города начало расти, достигнув к 1960 году численности в 15 957 человек. В основном, в город приезжали итальянцы, евреи и выходцы из стран Восточной Европы.
В 1991 году Вон получил статус города (англ. city).
В 2009 году город сильно пострадал от действий торнадо, было разрушено около 200 домов. Жертв не было.

## Местная власть
Главой города является мэр. В настоящее время этот пост занимает Маурицио Бевилакуа, член Либеральной партии Канады (избран 25 октября 2010 года).
Мэр возглавляет городской совет, в который помимо него входят ещё 8 человек.

## Невключённые территории
Внутри границ Вона расположено пять невключённых территорий: Вудбридж, Мейпл, Торнхилл, Конкорд и Клайнбург.

## Здравоохранение

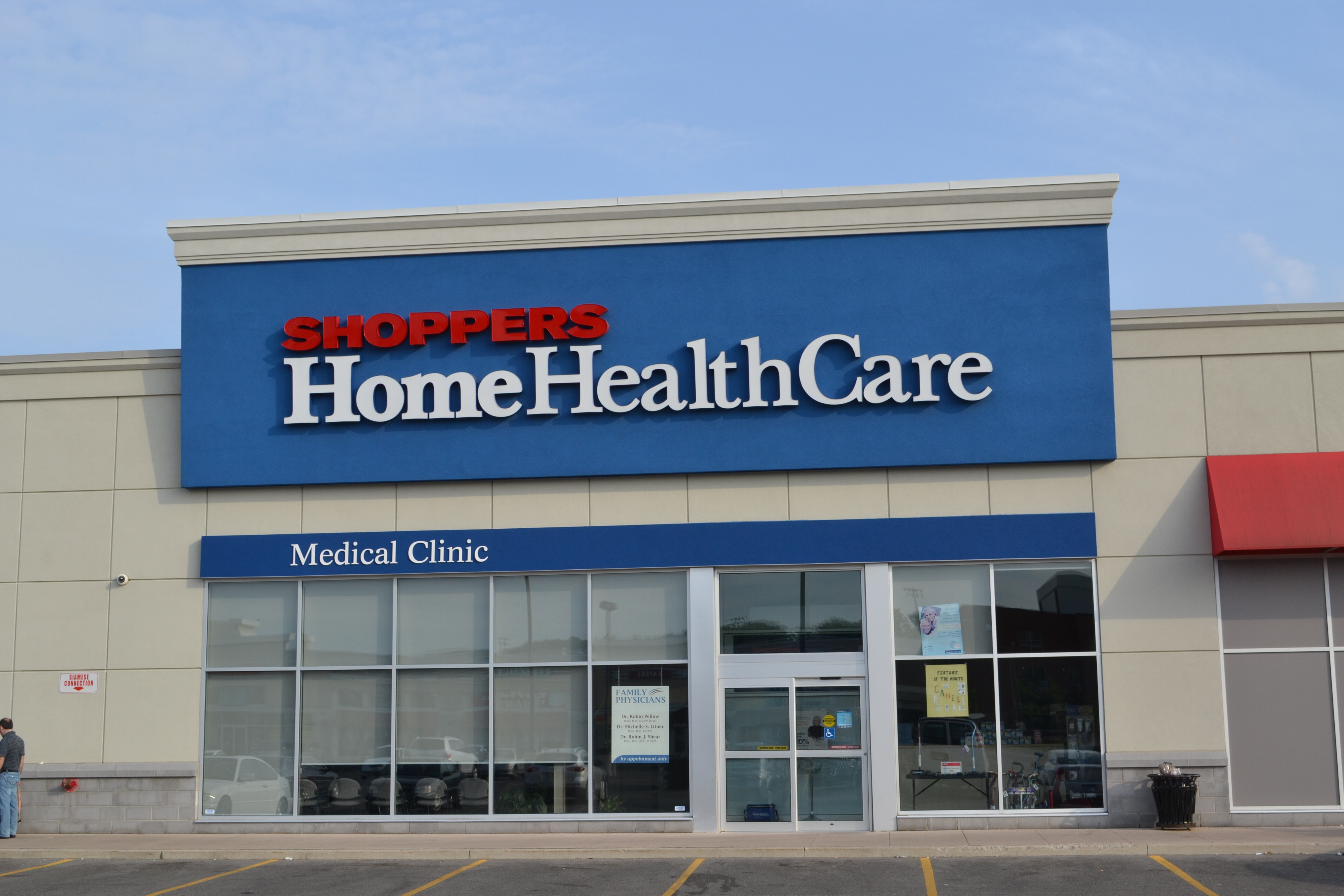
Медицинский торговый центр

На протяжении всей истории в городе нет собственной больницы, и жителям Вона, а также жителям прилегающих населённых пунктов, приходится отправляться в Humber River Regional Hospital, расположенный южнее Торонто, или в North York General Hospital на востоке Норт-Йорка. В настоящее время (2019) строится больница, которая, как планируется, откроет свои двери для пациентов в 2020 году.

## Экономика
В городе зарегистрировано 9000 юридических лиц, работающих в сфере бизнеса. В них работают, в общей сложности, 160 тысяч человек — больше половины населения Вона. По данным переписей, с 2001 по 2006 гг. частным бизнесом в городе было создано 25 000 рабочих мест (рост на 22,2 %). Крупнейшими компаниями, работающими в городе, являются:
- Bausch & Lomb Canada
- Cara Operations
- Jones New York/Jones Apparel
- MDS Analytical Technologies
- Miele Canada
- Royal Group Technologies
- Sanyo Canada
- Toromont Industries
- Concord Confections
- Adidas Solomon Canada

Одной из наиболее развитых отраслей промышленности в Воне является строительная отрасль. В 2010 году её суммарный оборот составил 1,406 млрд. долларов.

## Города-побратимы
Ниже представлен список городов-побратимов Вона:
- Сора, Италия (1992)
- Рамла, Израиль (1993)
- Сандзё, Япония (1993)
- Янчжоу, Китай (1995)
- Багио, Филиппины (1997)
- Делья, Италия (1998)
- Ланчано, Италия (2002)